# Preservación ovárica
La preservación ovárica se refiere a las intervenciones médicas o quirúrgicas diseñadas a proteger y preservar la función de los ovarios, especialmente en situaciones de riesgo. Para ello existen diferentes métodos como la criopreservación de ovocitos, la criopreservación del tejido ovárico y la transposición ovárica.

## Métodos de preservación ovárica

### Transposición ovárica
Este procedimiento es el conocido como ooferopexia o transposición ovárica y se realiza por laparoscopía, seccionando los ligamentos útero-ováricos y suspendiendo lateralmente los ovarios a un determinado nivel sobre el borde pélvico. Se emplea para evitar el daño ovárico en la radiación pélvica local. Al final del procedimiento se coloca un clip metálico en el ovario de modo que el radioterapeuta lo pueda ubicar y dejar fuera del campo de radioterapia. 
Esta técnica es simple, segura y efectiva, además, permite no retrasar el inicio de la radioterapia. Con ella, el ovario recibe solo el 5-10% de la dosis de radioterapia, reportándose gracias a ello la preservación de la función ovárica en un 88% de las pacientes menores de 40 años. Los posibles fallos estarían dados por alteraciones en la irrigación del ovario y por la misma radiación. 
Cuando se desea un embarazo no siempre es necesario reposicionar el ovario, ya que se han reportado gestaciones espontáneas en mujeres a las que se les ha hecho este procedimiento. En el caso de que la paciente no se quede embarazada es necesario reubicar los ovarios o realizar un procedimiento de reproducción asistida. 
Como todos los procedimientos médicos, este puede presentar determinadas complicaciones como la formación de quistes ováricos, daño en la irrigación del ovario, formación de adherencias y dolor pélvico crónico y una rara posibilidad de metástasis ováricas y mayor dificultad para diagnosticar un cáncer de ovario posterior.

## Indicaciones de la preservación ovárica

### Motivos sociales o no médicos
Debido al retraso en la edad de maternidad, un fenómeno observado en muchas sociedades contemporáneas, la preservación ovárica se ha convertido en una opción para aquellas mujeres que desean posponer la maternidad.
Antes de los 35 años el 70% de las mujeres no tienen hijos (según los estudios realizados por el Instituto Nacional de Estadística). La reserva ovárica disminuye con la edad, especialmente a partir de los 35 años. Esto no solo afecta a la cantidad de ovocitos, sino también a su calidad, lo que reduce las posibilidades de concepción tanto de forma natural como mediante reproducción asistida.

### Causas médicas
La preservación ovárica se encuentra pautada en pacientes donde se requieran tratamientos que puedan dañar la función ovárica o aumenten el riesgo de fracaso ovárico precoz, conocidos como tratamientos gonadotóxicos. Se incluyen procesos oncológicos (quimioterapia o radioterapia), patologías ováricas que precisen de cirugía como algunos casos de endometriosis o quistes, algunas enfermedades autoinmunes, en procesos hematológicos que requieran trasplante de médula ósea y en patologías genéticas y cromosómicas que puedan presentar insuficiencia ovárica prematura.

### Personas transgénero
En el caso de personas transgénero que transicionan de mujer a hombre, se recomienda el asesoramiento reproductivo previo a la transición. Esto les permitirá ser padres genéticos, ya sea mediante técnicas de reproducción asistida (si conservan el útero) o a través del método ROPA (donando óvulos a una pareja mujer), preservando así la fertilidad de estas personas.